# Саада, Антун

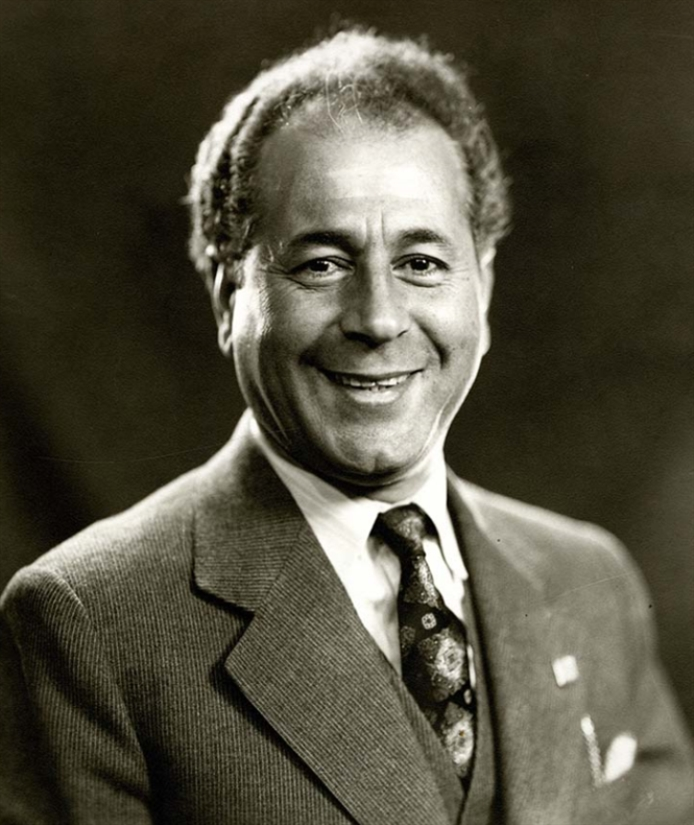
Антун Саада

Анту́н Са́ада (араб. أنطون سعادة‎‎; 1 марта 1904, Дхур аш-Шуэйр, вилайет Бейрут, Османская империя — 8 июля 1949, г. Бейрут, Ливан) — сирийский журналист, представитель православной общины, писатель, политический активист. Основатель Сирийской социальной националистической партии (ССНП).

## Биография
Главными целями его политической программы были деисламизация государства и воссоединение исторической Сирии, которая, по его мнению, состояла из Ливана, Сирии, Ирака, Иордании, Палестины и Кипра

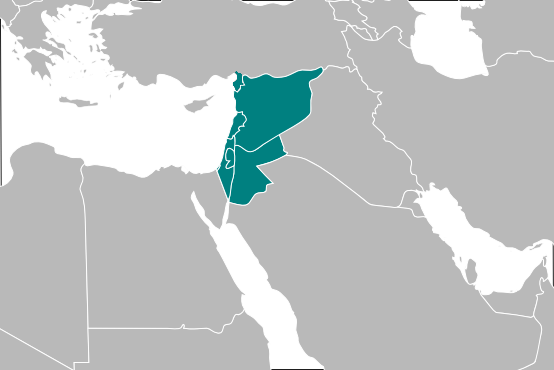
Понятие «Великая Сирия»

Он был противником арабского национализма[уточнить] и исламизма. Для него существовали 4 арабские нации: Сирия, Египет (включая Судан), Марокко и Саудовская Аравия (включая Йемен, Эмираты и Оман).
Сирийская социальная националистическая партия была основана в 1932 году. Деятельность партии и самого Саады вызывала репрессии со стороны французских колониальных властей, что вынудило его эмигрировать в Бразилию, откуда Саада переехал в Аргентину, где занимался журналистикой.
2 марта 1947 года после провозглашения независимости Ливана Саада вернулся на родину. Однако новая власть Ливана продолжила репрессии против членов партии, что и вызвало восстание 4 июля 1949 года. Выступление сторонников Саады было подавлено, а сам он бежал в Сирию, президент которой Хусни Аз-Заим обещал ему убежище. Однако по прибытии в Сирию Саада был арестован и выдан ливанским властям, которые обвинили его в попытке государственного переворота и приговорили к смертной казни. Антун Саада был расстрелян на рассвете 8 июля 1949 года. Предавший его Хусни аз-Заим пережил Сааду всего на пять недель и был казнен 14 августа 1949 года в дамасской тюрьме Меззе. 14 февраля 1951 года от руки члена ССНП погиб другой виновник казни Саады — премьер-министр Ливана Риад ас-Сольх.